# Дорогомилово (слобода)
Дорогоми́лово — одна из московских слобод. Существовала в XIII — XVI веках.
Слобода Дорогомилово возникла в Москве спустя некоторое время после её разорения монголо-татарами. Она является одним из древнейших селений, существовавших на территории современной Москвы. Первые упоминания о ней датируются XV веком. Слобода находилась между современной улицей улицей Плющихой и Новодевичьем монастырём. Рядом с Дорогомиловской слободой на правом берегу Москвы-реки находилась патриаршая Бережковская слобода. Также она именовалась Рыбной, так как в ней жили патриаршие рыболовы. В настоящее время существует Бережковская набережная, которая напоминает о рыбацкой подмосковной слободе.
В XVI веке близ слободы появилась ближайшая к Москве ямская слобода. Она насчитывала несколько десятков дворов, населенных ямщиками. Они тянулись в сторону Москвы-реки. На окраине ямской слободы стояла маленькая деревянная церковь Богоявления с дворами причта. С 1625 года упоминается церковь Богоявления в Дорогомиловской ямской слободе (разрушена в 1938 году).
Согласно преданию, название Дорогомилово местность получила за свою красоту. Также в древнерусских летописях упоминается новгородский боярин Иван Дорогомилов, защищавший в 1299 году вместе с князем Довмонтом Псков. Род Дорогомиловых служил князю Александру Невскому. Когда его младший сын Даниил Александрович стал в конце XIII века московским князем, на службе в Москве оказались и представители фамилии Дорогомиловых, один из которых, предположительно, дал название этой местности.